# 청운중학교 (서울)
청운중학교(淸雲中學校)는 대한민국 서울특별시 종로구 청운동에 있는 공립 중학교이다.

## 학교 연혁
- 1950년 5월 15일 : 학제변경에 의하여 경기상업중학교(6년제)를 서울 상업고등학교(3년제)와 경기 상업중학교(3년제)로 분리
- 1952년 2월 1일 : 교명을 청운중학교로 변경
- 1952년 3월 26일 : 제1회 59명 졸업
- 1956년 10월 27일 : 현 교지에 4,000여평의 부지 조성, 교사 신축(1958.07.25. 6개 교실 준공)
- 1960년 10월 1일 : 신관 18개 교실 준공
- 2002년 8월 20일 : 정보화센터 준공
- 2010년 7월 15일 : 청운관 개관
- 2013년 1월 30일 : 학교식당 신축 개관
- 2023년 2월 9일 : 제72회 160명 졸업(졸업생 누계 32,429명)
- 2023년 3월 1일 : 제29대 이철희 교장 부임
- 2023년 3월 2일 : 2023학년도 신입생 121명 입학

## 참고 자료
- 청운중학교 - 한국교육학술정보원 학교알리미